# Stoney (album)
A Stoney Post Malone amerikai rapper és énekes debütáló stúdióalbuma, ami 2016. december 9-én jelent meg a Republic Records kiadón keresztül. Az albumon közreműködött Justin Bieber, Kehlani és Quavo. A deluxe kiadáson, ami ugyanazon a napon jelent meg, közreműködött 2 Chainz is. Az album producere volt többek között Malone, Mustard, Metro Boomin, Vinylz, Frank Dukes, Illangelo, Charlie Handsome, Rex Kudo, Foreign Teck és Pharrell Williams.
A Stoney hatodik helyen debütált a Billboard 200-on, a legmagasabb pozíciója pedig negyedik volt. Ötszörös platina minősítést kapott az Amerikai Hanglemezgyártók Szövetségétől (RIAA) és platinát a Brit Hanglemezgyártók Szövetségétől (BPI). A Congratulations című kislemez, amin közreműködött Quavo, gyémánt minősítést kapott a RIAA-tól és abban az időben Malone legnagyobb Billboard Hot 100-slágere volt.

## Háttér
2015. augusztus 14-én Post Malone kiadta debütáló kislemezét, a White Iversont. Ez a dal lett a nagy áttörése. SIkerének köszönhetően felhívta magára a figyelmet, olyan rapperek méltatták munkáját, mint Kanye West és Young Thug. Malone és Justin Bieber kanadai énekes barátok lettek, mikor az utóbbi Malone-t választotta nyitóelőadónak koncertturnéjára.
2016. június 9-én Malone fellépett a Jimmy Kimmel Live! műsorán, előadva a Go Flexet. 2016 júniusában Vanessa Satten megosztotta, hogy Malone valószínűleg helyet fog kapni az XXL által évente kiadott Freshmen Class magazinjában, annak ellenére, hogy Satten szerint Malone menedzsere azt mondta, hogy az énekest „nem érdekelte annyira a hiphop. Inkább a rock / pop / country irányába akart elmenni.” Malone ezt tagadta: „A zeneszeretetemet soha nem lehet megkérdőjelezni... Nem kéne, hogy azért büntessenek, mert én döntöm el, hogyan fejezem ki magam.” Ezt követően azt mondta, hogy mind az első mixtape-e, mind debütáló albuma főként hiphop: „Augusztusban meg fog jelenni egy hiphop albumom... Készítettem egy HIPHOP mixtape-et, hogy népszerűsítsem a HIPHOP albumom.”
2016. május 12-én a Stoney kiadása előtt megjelentette a August 26th mixtape-et, aminek a címe utalás az album eredeti kiadási dátumára.
2021. december 9-én, ami az album ötödik évfordulója, Malone kiadta Stoney (Complete Edition)-t. A lemezen szerepelt az összes dal hangszeres zenei alapja, a White Iverson és a Feeling Whitney kivételével.

## Fogadtatás és díjak

### Kritikák
Az albumról a zenekritikusoknak általában negatív véleménye volt, bár általában megjegyeztek néhány pozitívumot.
Glenn Gamboa (Newsday) az albumot az előadó első kislemezéhez, a White Iversonhoz hasonlította, azt írva, hogy „ugyanezt a stílust követi a Stoney-n, de annak a dalnak az újdonságaihoz és meglepetéseihez képest eléggé elfakul.” Neil Z. Yeung (AllMusic) megjegyezte, hogy a Stoney „megfelelő és hallgatható, de sokan haladtak már végig ugyanezen az úton. Post Malone-nak még sok dolga van, mielőtt ki tudna emelkedni sajátos hangjával, de a Stoney-n vannak jelei annak, hogy ez megtörténhet.”

### Díjak és jelölések
| Díjátadó               | Év   | Kategória                   | Eredmény | For.   |
| ---------------------- | ---- | --------------------------- | -------- | ------ |
| Billboard Music Awards | 2018 | Legjobb rapalbum            | Jelölve  | [ 9 ]  |
| Billboard Music Awards | 2018 | Legjobb Billboard 200-album | Jelölve  | [ 9 ]  |
| Juno Awards            | 2018 | Az év nemzetközi albuma     | Jelölve  | [ 10 ] |

## Számlista
| Stoney | Stoney                                   | Stoney | Stoney                                     | Stoney | Stoney | Stoney | Stoney | Stoney | Stoney |
|        | Cím                                      | Szerző(k) | Producer(ek)                               | Hossz  |        |        |        |        |        |
| ------ | ---------------------------------------- | --- | ------------------------------------------ | ------ | ------ | ------ | ------ | ------ | ------ |
| 1.     | Broken Whiskey Glass                     | Austin Post Trocon Roberts, Jr. Masamune Kudo Idan Kalai                                                           | FKi 1st Rex Kudo Cashio                    | 3:53   |        |        |        |        |        |
| 2.     | Big Lie                                  | Post Dijon McFarlane Louis Bell Te Whiti Warbrick Carl Rosen Lewis Hughes Nicholas Audino                          | Mustard Bell [ a ] Twice as Nice [ b ]     | 3:27   |        |        |        |        |        |
| 3.     | Deja Vu (Justin Bieber közreműködésével) | Post Justin Bieber Adam Feeney Anderson Hernandez Matthew Tavares Kaan Güneşberk Roberts Bell Rosen Julian Swirsky | Frank Dukes Vinylz                         | 3:54   |        |        |        |        |        |
| 4.     | No Option                                | Post Roberts Kalai Bell Bieber Michael Hancock Michael McGinnis Christopher Rude                                   | FKi 1st Cashio Bell [ a ]                  | 2:59   |        |        |        |        |        |
| 5.     | Cold                                     | Post Roberts Feeney                                                                                                | FKi 1st Frank Dukes Bell [ a ]             | 4:28   |        |        |        |        |        |
| 6.     | White Iverson                            | Post Roberts Kudo Kalai Andre Jackson                                                                              | Post Malone Rex Kudo                       | 4:16   |        |        |        |        |        |
| 7.     | I Fall Apart                             | Post Carlo Montagnese William Walsh                                                                                | Illangelo                                  | 3:43   |        |        |        |        |        |
| 8.     | Patient                                  | Post Bell Rosen | Bell                                       | 3:14   |        |        |        |        |        |
| 9.     | Go Flex                                  | Post Kalai Kudo Ryan Vojtesak                                                                                      | Rex Kudo Charlie Handsome                  | 2:59   |        |        |        |        |        |
| 10.    | Feel (Kehlani közreműködésével)          | Post Kehlani Parrish Roberts Kalai Vojtesak                                                                        | FKi 1st Cashio Charlie Handsome Bell [ a ] | 3:17   |        |        |        |        |        |
| 11.    | Too Young                                | Post Michael Hernandez Carlos Suarez Justin Mosley                                                                 | Foreign Teck Rico Evans Mosley             | 3:57   |        |        |        |        |        |
| 12.    | Congratulations (Quavo közreműködésével) | Post Quavious Marshall Leland Wayne Feeney Bell Rosen                                                              | Metro Boomin Frank Dukes Bell [ a ]        | 3:40   |        |        |        |        |        |
| 13.    | Up There                                 | Post Pharrell Williams Bell Rosen                                                                                  | Williams Bell [ a ]                        | 3:14   |        |        |        |        |        |
| 14.    | Yours Truly, Austin Post                 | Post Leon Thomas III Jahphet Landis Bell Rosen                                                                     | Thomas Roofeeo Bell [ a ]                  | 3:39   |        |        |        |        |        |
| 50:40  |                                          | |                                            |        |        |        |        |        |        |

| Deluxe Edition bónusz dalok | Deluxe Edition bónusz dalok                     | Deluxe Edition bónusz dalok | Deluxe Edition bónusz dalok      | Deluxe Edition bónusz dalok | Deluxe Edition bónusz dalok | Deluxe Edition bónusz dalok | Deluxe Edition bónusz dalok | Deluxe Edition bónusz dalok | Deluxe Edition bónusz dalok |
|                             | Cím                                             | Szerző(k)                   | Producer(ek)                     | Hossz                       |                             |                             |                             |                             |                             |
| --------------------------- | ----------------------------------------------- | --------------------------- | -------------------------------- | --------------------------- | --------------------------- | --------------------------- | --------------------------- | --------------------------- | --------------------------- |
| 15.                         | Leave                                           | Post Kudo Vojtesak Kalai    | Rex Kudo Charlie Handsome Cashio | 5:24                        |                             |                             |                             |                             |                             |
| 16.                         | Hit This Hard                                   | Post Montagnese Walsh       | Illangelo                        | 4:09                        |                             |                             |                             |                             |                             |
| 17.                         | Money Made Me Do It (2 Chainz közreműködésével) | Post Tauheed Epps Roberts   | FKi 1st Bell [ a ]               | 3:44                        |                             |                             |                             |                             |                             |
| 18.                         | Feeling Whitney                                 | Post Andrew Wotman          | Watt Bell [ a ]                  | 4:17                        |                             |                             |                             |                             |                             |
| 68:14                       |                                                 |                             |                                  |                             |                             |                             |                             |                             |                             |

Notes
1. 1 2 3 4 5 6 7 8 9  További producer
2. ↑  co-producer

Háttérénekesek
- Deja Vu: Kaan Güneşberk
- Cold: River Tiber
- Go Flex: Charlie Handsome és Peter Lee Johnson
- Leave: Peter Lee Johnson
- Feeling Whitney: Andrew Watt és Josh Gudwin

Feldolgozott dalok
- Big Lie: Clouds, előadta: Gigi Masin.
- No Option: Levitate, szerezte: Michael Hancock, Michael McGinnis és Christopher Rude, előadta: Viigo.

## Közreműködők
Zenészek
| - Post Malone – gitár (1, 15, 18) - Peter Lee Johnson – vonós hangszerek (1, 9, 15), guitar (9, 15) - Matthew Tavares – gitár, basszusgitár, billentyűk (3) - Frank Dukes – ütőhangszerek (3) - Vinylz – ütőhangszerek (3) - Andrew Watt – gitár (4, 18), basszusgitár, vonós hangszerelés (18) - Charlie Handsome – dobok (9, 10), gitár (9), billentyűk (10), basszusgitár (15) | - Rex Kudo – dobok (9, 15) - Idan Kalai – basszusgitár, dobok, billentyűk (10) - Brent Paschke – elektromos gitár (13) - Leon Thomas – gitár, basszusgitár (14) - Khari Mateen – cselló (18) - Jessy Greene – cselló (18), hegedű (18) |

Utómunka
| - Rex Kudo – felvételek (1, 6, 15) - Idan Kalai – felvételek (1, 6, 15) - Andrew Maury – keverés (1, 15) - Mike Bozzi – maszterelés (1–5, 7–10, 12–17) - Louis Bell – felvételek (2–5, 8, 12, 14) - Alex Pavone – felvételi asszisztens (2–6, 14, 16) - Manny Marroquin – keverés (2–5, 7–14, 16, 17) - Chris Galland – keverési asszisztens (2–5, 7–14, 16, 17) - Robin Florent – keverési asszisztens (2–5, 7–14, 16, 17) - Scott Desmarais – keverési asszisztens (2–5, 7–14, 16, 17) - Jeff Jackson – keverési asszisztens (2–5, 7, 8, 10, 12–14, 16, 17) | - Illangelo – felvételek (7, 16) - Ike Schultz – keverési asszisztens (9, 11) - Big Bass Brian - maszterelés (11) - Adam Feeney – felvételek (12) - Andrew Coleman – felvételek (13) - Dave Rowland – felvételek (13) - Mike Larson – további felvételek (13) - David Kim – felvételi asszisztens (13) - Josh Gudwin – felvételek (18), keverés (18) - Nicolas Essig – felvételek (18) |

További utómunka
| - Dre London – menedzser - Rob Stevenson – A&R - Tyler Arnold – A&R - Jim Roppo – marketing - Marleny Dominguez – marketing - Theo Sedlmayr – jogász | - Bryan Rivera – művészi igazgató - Travis Brothers – művészi igazgató - Henock Sileshi – művészi igazgató - Bobby Greenleaf – művészi igazgató - Nabil Elderkin – fényképész |

## Slágerlisták

### Heti slágerlisták
| Slágerlista (2016–2020)                       | Legmagasabb pozíció |
| --------------------------------------------- | ------------------- |
| Ausztrália (ARIA Top 50 Albums)               | 5                   |
| Ausztria (Ö3 Austria Top 40)                  | 58                  |
| Belgium (Ultratop Flandria)                   | 23                  |
| Dánia (Hitlisten Album Top 40)                | 2                   |
| Egyesült Királyság (UK Albums Chart)          | 10                  |
| Egyesült Királyság (Scottish Albums)          | 97                  |
| Finnország (Musiikkituottajat Albumit Top 50) | 7                   |
| Franciaország (SNEP Album Top 100)            | 81                  |
| Hollandia (Dutch Charts Album Top 100)        | 37                  |
| Írország (IRMA)                               | 6                   |
| Kanada (Billboard Canadian Albums Chart)      | 5                   |
| Németország (Offizielle Top 100)              | 72                  |
| Norvégia (VG-lista Album Top 40)              | 2                   |
| Olaszország (FIMI Album Top 20)               | 47                  |
| Svájc (Schweizer Hitparade Top 100 Albums)    | 48                  |
| Svédország (Sverigetopplistan Top 60 Albums)  | 2                   |
| USA Billboard 200                             | 4                   |
| USA Top R&B/Hip-Hop Albums (Billboard)        | 1                   |
| Új-Zéland (Recorded Music NZ Top 40 Albums)   | 3                   |

### Év végi slágerlisták
| Slágerlista (2017)                     | Pozíció |
| -------------------------------------- | ------- |
| Ausztrália (ARIA)                      | 34      |
| Dánia (Hitlisten)                      | 7       |
| Egyesült Királyság (OCC)               | 51      |
| Franciaország (SNEP)                   | 195     |
| Izland (Plötutíóindi)                  | 5       |
| Kanada (Billboard)                     | 8       |
| Svédország (Sverigetopplistan)         | 8       |
| USA Billboard 200                      | 7       |
| USA Top R&B/Hip-Hop Albums (Billboard) | 5       |
| Új-Zéland (RMNZ)                       | 11      |

| Slágerlista (2018)                     | Pozíció |
| -------------------------------------- | ------- |
| Ausztrália (ARIA)                      | 13      |
| Dánia (Hitlisten)                      | 7       |
| Egyesült Királyság (OCC)               | 42      |
| Észtország (IFPI)                      | 6       |
| Izland (Plötutíóindi)                  | 21      |
| Írország (IRMA)                        | 23      |
| Kanada (Billboard)                     | 6       |
| Svédország (Sverigetopplistan)         | 13      |
| USA Billboard 200                      | 8       |
| USA Top R&B/Hip-Hop Albums (Billboard) | 5       |
| Új-Zéland (RMNZ)                       | 8       |

| Slágerlista (2019)                     | Pozíció |
| -------------------------------------- | ------- |
| Ausztrália (ARIA)                      | 25      |
| Belgium (Ultratop Flandria)            | 77      |
| Dánia (Hitlisten)                      | 28      |
| Egyesült Királyság (OCC)               | 61      |
| Izland (Plötutíóindi)                  | 48      |
| Írország (IRMA)                        | 37      |
| Kanada (Billboard)                     | 23      |
| Norvégia (VG-lista)                    | 34      |
| Svédország (Sverigetopplistan)         | 41      |
| USA Billboard 200                      | 24      |
| USA Top R&B/Hip-Hop Albums (Billboard) | 15      |
| Új-Zéland (RMNZ)                       | 21      |

| Slágerlista (2020)                     | Pozíció |
| -------------------------------------- | ------- |
| Ausztrália (ARIA)                      | 55      |
| Belgium (Ultratop Flandria)            | 111     |
| Dánia (Hitlisten)                      | 60      |
| Hollandia (Album Top 100)              | 97      |
| Kanada (Billboard)                     | 43      |
| Norvégia (VG-lista)                    | 29      |
| Svédország (Sverigetopplistan)         | 79      |
| USA Billboard 200                      | 45      |
| USA Top R&B/Hip-Hop Albums (Billboard) | 27      |
| Új-Zéland (RMNZ)                       | 33      |

| Slágerlista (2021)                     | Pozíció |
| -------------------------------------- | ------- |
| Ausztrália (ARIA)                      | 78      |
| Belgium (Ultratop Flandria)            | 177     |
| Dánia (Hitlisten)                      | 85      |
| Norvégia (VG-lista)                    | 39      |
| USA Billboard 200                      | 67      |
| USA Top R&B/Hip-Hop Albums (Billboard) | 34      |

| Slágerlista (2010–2019) | Pozíció |
| ----------------------- | ------- |
| USA Billboard 200       | 6       |

## Minősítések
| Régió                        | Minősítés       | Példányszám |
| ---------------------------- | --------------- | ----------- |
| Ausztrália (ARIA)            | 2× Platinalemez | 140 000     |
| Ausztria (IFPI Austria)      | Aranylemez      | 7 500       |
| Brazília (Pro-Música Brasil) | Aranylemez      | 20 000      |
| Dánia (IFPI Danmark)         | 4× Platinalemez | 80 000      |
| Egyesült Államok (RIAA)      | 5× Platinalemez | 5 000 000   |
| Egyesült Királyság (BPI)     | Platinalemez    | 315 201     |
| Franciaország (SNEP)         | Aranylemez      | 50 000      |
| Kanada (Music Canada)        | 4× Platinalemez | 320 000     |
| Mexikó (AMPROFON)            | Platinalemez    | 60 000      |
| Olaszország (FIMI)           | Aranylemez      | 25 000      |
| Svédország (GLF)             | Platinalemez    | 30 000      |
| Szingapúr (RIAS)             | Aranylemez      | 5 000       |
| Új-Zéland (RMNZ)             | 4× Platinalemez | 60 000      |